# Monfí

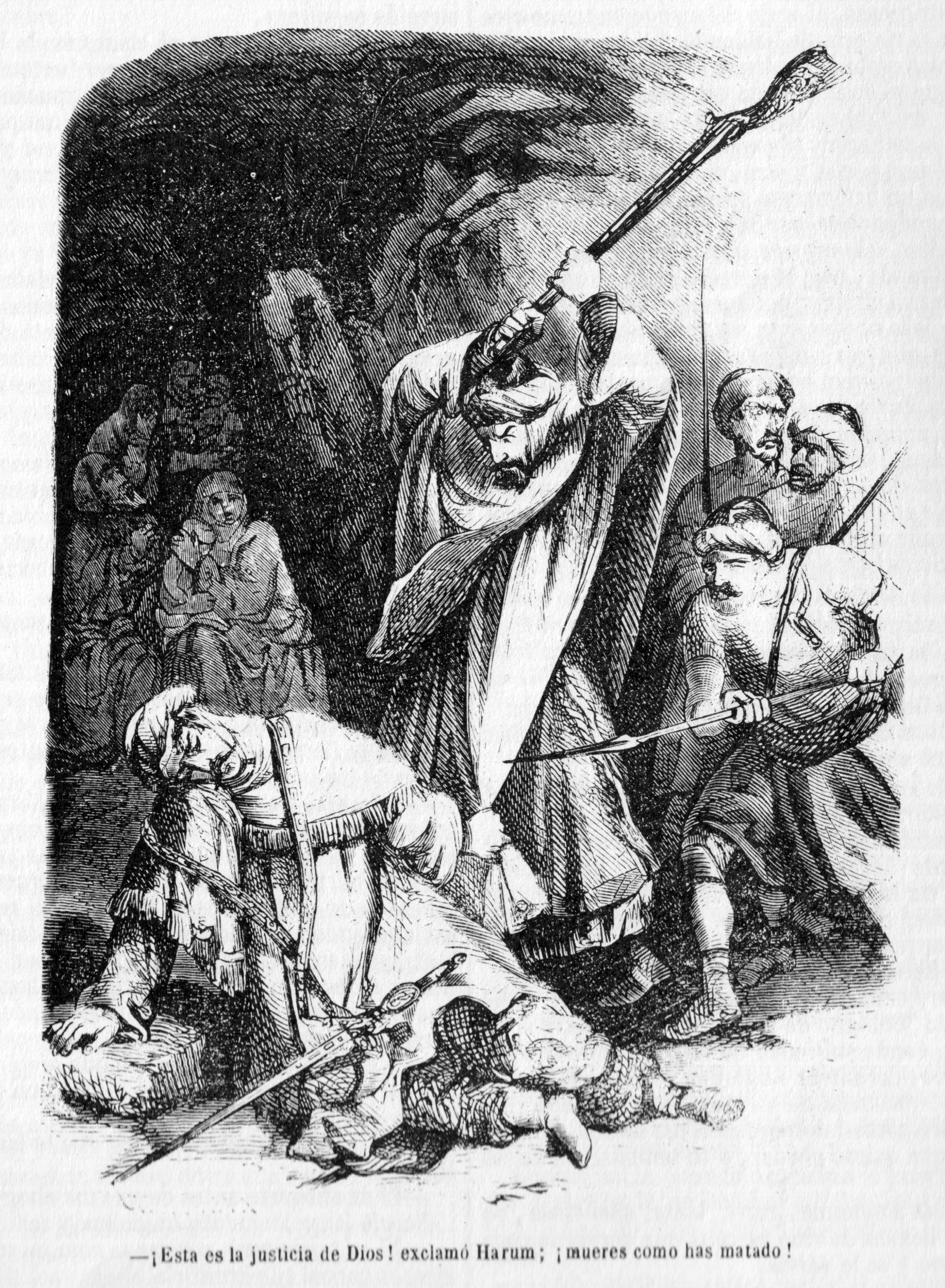
Monfies in de Alpujarras komen in opstand volgens een gravure uit de roman Los Monfíes de las Alpujarras (1859) van Manuel Fernández y González.

De Monfíes (منفي in het Arabisch) waren gevluchte islamitische Moren die in de 16e en 17e eeuw in de bergen rond Granada leefden.

## Geschiedenis
De eerste Monfíes waren Moren die naar de bergen rond Granada vluchtten na de val van de stad in 1492 tijdens de Reconquista van Spanje door het katholieke koningspaar. Hun aantal vergrootte in de daaropvolgende jaren als gevolg van de verhoogde druk van de Rooms-Katholieke Kerk om de moren te bekeren tot het katholicisme. De monfíes vormden gemeenschappen in de bergen, waar ze hun geloof verder konden belijden, in tegenstelling tot de Morisken, bekeerde moslims die vooral in de dorpen woonden en onder verhoogde druk stonden om zich als waardig rooms-katholiek te gedragen. 
De Monfíes leefden hoofdzakelijk van plunderingen die ze uitvoerden op rooms-katholieke gemeenschappen. Ze leverden een belangrijke militaire bijdrage aan de opstand van de Morisken in de Alpujarras in 1568-1571.